# موکولیپیدوزها
این دسته از بیماریها یافته‌های بالینی توأم موکوپلی ساکاریدوزها و
اسفنگولیپیدوزها را دارند. انواع کلاسیک دو و سه با نقص چندین آنزیم لیزوزومی
همراه می‌باشند.

## انواع

### موکولیپیدوز نوع یک
همان بیماری سیالیدوز است.

### موکولیپیدوز نوع دو یا بیماری سل I
وجه تسمیه بیماری سل I, به علت وجود انکلوزیون‌های سیتوپلاسمی شدیدی است که با میکروسکوپ فاز کنتراست قابل مشاهده هستند. حرف I, نشانه انکلوزیون (Inclusion) است.

### موکولیپیدوز نوع سه
با نام پلی دیستروفی هورلر کاذب نیز خوانده می‌شود.

### موکولیپیدوز نوع چهار
موکولیپیدوز نوع چهار به علت نقص در آنزیم موکولیپیدین یک بروز می‌کند.

## وراثت
این بیماری‌ها به صورت اتوزومی مغلوب به ارث می‌رسند.

Mucolipidosis has an autosomal recessive pattern of inheritance.